# Пажитнов, Николай Викторович
Николай Викторович Пажитнов (28 (30) августа 1907; Москва, Российская империя — 16 мая 1976; Москва, Россия) — советский актёр театра и кино. Заслуженный артист РСФСР (1956), Заслуженный артист Марийской АССР (1949).

## Биография
Родился 28 августа или 30 августа 1907 года в Москве, в полноценной семье отца и матери.
С раннего возраста Пажитнов начал увлекаться театральным искусством, ходил в драматическую студию при Центральном клубе Сокольнического района. Будучи учащимся в техникуме, в 1924 году Пажитнов по совету руководителя В. И. Морского, успел обучиться и быть принятым на актёрский факультет в театральный техникум. Параллельно вышло так, что Пажитнов обучался сразу в двух разных по направлению учебных заведениях, которые окончил в один 1927-й год.
Ранее, в 1914 году стал обучаться в одной из Московских гимназий, а в 1922 году Пажитнов окончил учёбу в средней советской школе. Позже поступил в Московский механико-электротехнический техникум, который также окончил.
Благодаря Рубену Николаевичу Симонову, который был уже знаком на то время многим людям, заметил таланты юноши Пажитнова, которого пригласил поработать к себе в театр-студию под собственным руководством, где молодой артист проработал около десяти лет. После того, как театр-студия прекратила своё существование, Рубен посоветовал Пажитнову перейти в труппу театра им. Е. Вахтангова, где комфортно проработал следующие долгие года.
Помимо актёрской деятельности, Пажитнов преподавал педагогику во многих учебных заведениях и был руководителем многих театральных заведений, меняя их по своим личным причинам. 
Ушёл из жизни 16 мая 1976 году в Москве. Похоронен на Пятницком кладбище.

### Личная жизнь
С 1929 года был женат на Евгении Семёновне Зуненштейн (1906–1991), которая работала пианисткой-концертмейстером оркестра в театре им. Е. Вахтангова.
Дети:
- Сын — Леонид (1930–1997)
- Внук — Алексей (род. 1955), создатель компьютерной игры Тетрис.

## Творчество

### Фильмография
- 1938 — Новая Москва — Миша Кожевников, инженер-гидролог
- 1953 — Егор Булычев и другие (фильм-спектакль) — Василий Ефимович Достигаев, купец
- 1956 — Много шума из ничего (фильм-спектакль) — Леонато, мессинский наместник
- 1956 — Сердце бьётся вновь — врач на консилиуме
- 1958 — Идиот — Иван Фёдорович Епанчин, генерал
- 1960 — Мичман Панин — Бах, штабс-капитан, судовой врач
- 1960—1961 — Воскресение — адвокат
- 1962 — Конец света — лектор
- 1963 — Бабушкин роман (фильм-спектакль)
- 1963 — Три тетради (фильм-спектакль)
- 1967 — Курьер Кремля (фильм-спектакль) — Павел Васильевич, консул/священник
- 1967 — Так держать мама! (фильм-спектакль) — Джордж Пирсон
- 1968 — Экземпляр (фильм-спектакль) — Чиновник (главная роль)
- 1968 — …И снова май! — Вячеслав Сергеевич, режиссёр театра
- 1969 — Оперативная командировка (фильм-спектакль) — поп
- 1969 — Франсуаза (фильм-спектакль) — Наполеон; вокал Б. Рунге
- 1969 — Христиане (фильм-спектакль) — председатель суда
- 1969 — Цветы запоздалые — профессор
- 1970 — Драма на охоте (фильм-спектакль) — Николай Игнатьевич Калинин, мировой судья
- 1970 — Испытание (фильм-спектакль)
- 1971 — 12 стульев — Чарушников
- 1971 — Тысяча душ (фильм-спектакль)
- 1971 — Умница (фильм-спектакль)
- 1971—1972 — День за днём — Николай Викторович Кукушкин, сосед с верхнего этажа, представитель общественности; (12, 14, 16, 17 серия)
- 1972—1975 — Наполовину всерьёз (фильм-спектакль)
- 1974 — Сэр Джон Фальстаф (фильм-спектакль) — пастор Эванс
- 1975 — Конармия (фильм-спектакль)

### Театральные работы
- Клюква (Много шума из ничего)
- Бопертюи (Соломенная шляпка, Лабиша)
- Шприх (Маскарад)
- доктор Штайниц (Перед заходом солнца, Гауптмана)
- капитан Кардон (Сирано де Бержерак, Ростана)
- Достигаев (Егор Булычёв и другие)
- Усатый (Олеко Дундич, Капа и Ржешевского)
- пан Юзеф (Дамы и гусары, Фредро)
- Гоппе (История одной семьи, Кручковского)
- князь Дулебов (Таланты и поклонники)
- Робинзон (Бесприданница)

## Звания и награды
- Заслуженный артист РСФСР (1956)
- Заслуженный артист Марийской АССР (1949)

## Издательства
- Театральная энциклопедия. Том 4/Глав. ред. П. А. Марков — М.: Советская энциклопедия, 1965. — 1152 стб. с илл., 76 л. илл.
- Театральная энциклопедия: Nezhin-Si͡arev. — Гос. науч. изд-во «Сов. энциклопедия», 1965. — 660 с.[1]